# Artigisa melanephele
Artigisa melanephele är en fjärilsart som beskrevs av George Francis Hampson 1914. Artigisa melanephele ingår i släktet Artigisa och familjen nattflyn. Inga underarter finns listade i Catalogue of Life.

## Bildgalleri

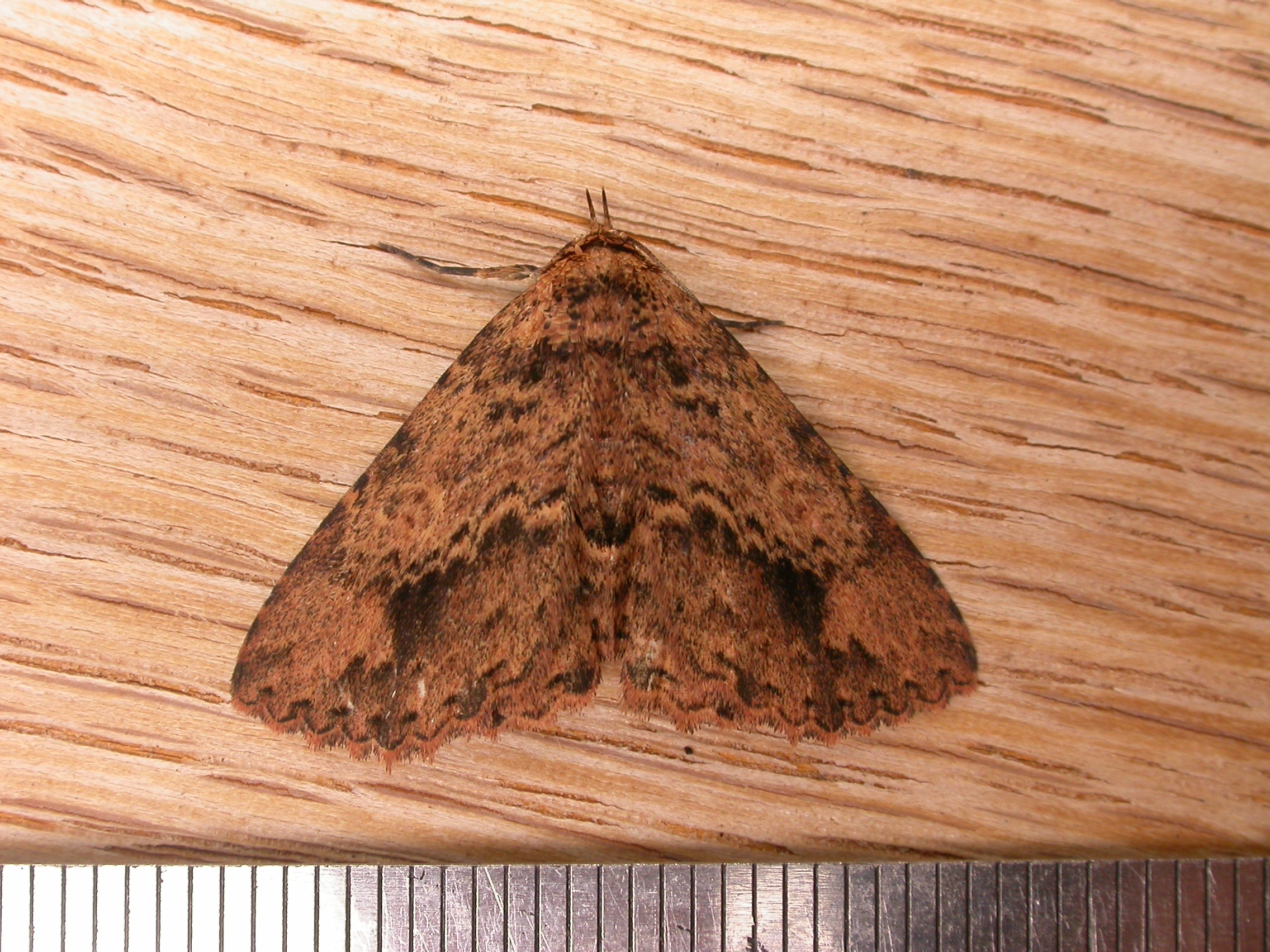
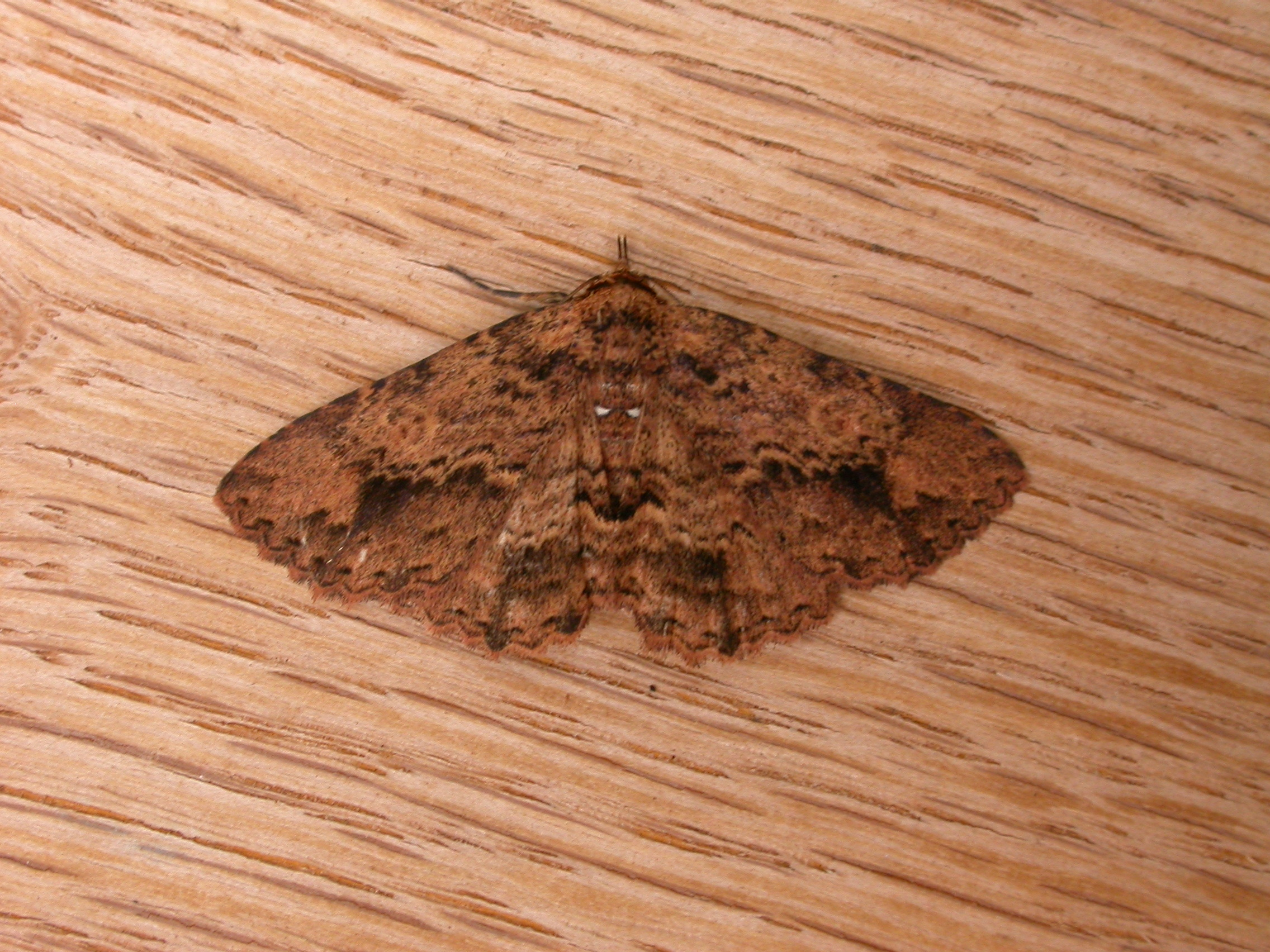